# Fiat Croma
De Fiat Croma was een middenklasse automodel van de Italiaanse autoproducent FIAT. Het eerste model Croma werd van 1986 tot 1996 geproduceerd in samenwerking met Saab (en dochtermerken Alfa Romeo en Lancia). Het tweede model Croma werd van 2005-2011 door Fiat in samenwerking met Opel ontwikkeld.

## Fiat Croma "type 4"
Het eerste model Fiat Croma was een vijfdeurs hatchback en was gebaseerd op het Tipo 4-platform, waar ook de Alfa Romeo 164, Saab 9000 en Lancia Thema op waren gebaseerd. De auto kwam in augustus 1986 in Nederland op de markt en was verkrijgbaar met zowel benzine- als dieselmotoren. In 1988 had Fiat met de Croma 1.9 TD i.d. een wereldprimeur: voor het eerst werd een direct ingespoten dieselmotor leverbaar in een personenauto. In 1991 werd de auto op enkele punten aangepast en vanaf 1993 kon er ook een V6 motor geleverd worden, dezelfde als in de Alfa 155 werd geleverd. Dit model is in 1996 uit productie gegaan.

### Motoren

#### Benzine
| Fiat Croma 1986 - 1991 | Fiat Croma 1986 - 1991 | Fiat Croma 1986 - 1991 | Fiat Croma 1986 - 1991 | Fiat Croma 1986 - 1991 | Fiat Croma 1986 - 1991 | Fiat Croma 1986 - 1991 | Fiat Croma 1986 - 1991 | Fiat Croma 1986 - 1991 |
| Type                   | Motor                  | Motor                  | Motor                  | Motor                  | Vermogen               | Koppel                 | Jaartal                |                        |
| Type                   | Inhoud                 | Cilinders              | kleppen                | Brandstofvoorziening   | Vermogen               | Koppel                 | Jaartal                |                        |
| ---------------------- | ---------------------- | ---------------------- | ---------------------- | ---------------------- | ---------------------- | ---------------------- | ---------------------- | ---------------------- |
| CHT                    | 1.995 cm³              | 4-in-lijn              | 8                      | Carburateur            | 90 pk                  | 169 Nm                 | 1986 - 1988            |                        |
| 2.0 i.e.               | 1.995 cm³              | 4-in-lijn              | 8                      | Injectie               | 120 pk                 | 167 Nm                 | 1986 - 1988            |                        |
| 2.0 i.e.               | 1.995 cm³              | 4-in-lijn              | 8                      | Injectie               | 116 pk                 | 162 Nm                 | 1987 - 1991            |                        |
| 2.0 i.e. 16V           | 1.995 cm³              | 4-in-lijn              | 16                     | Injectie               | 137 pk                 | 180 Nm                 | 1987 - 1991            |                        |
| 2.0 Turbo i.e.         | 1.995 cm³              | 4-in-lijn              | 8                      | Injectie               | 155 pk                 | 235 Nm                 | 1983 - 1986            |                        |
| 2.0 Turbo i.e.         | 1.995 cm³              | 4-in-lijn              | 8                      | Injectie               | 150 pk                 | 247 Nm                 | 1987 - 1991            |                        |
| Fiat Croma 1991 - 1996 |                        |                        |                        |                        |                        |                        |                        |                        |
| 2.0 i.e.               | 1.995 cm³              | 4-in-lijn              | 8                      | Injectie               | 116 pk                 | 162 Nm                 | 1987 - 1996            |                        |
| 2.0 i.e. 16V           | 1.995 cm³              | 4-in-lijn              | 16                     | Injectie               | 137 pk                 | 180 Nm                 | 1993 - 1996            |                        |
| 2.0 Turbo i.e.         | 1.995 cm³              | 4-in-lijn              | 8                      | Injectie               | 150 pk                 | 247 Nm                 | 1991 - 1996            |                        |
| 2.5 V6 i.e.            | 2.492 cm³              | V6                     | 12                     | Injectie               | 162 pk                 | 213 Nm                 | 1993 - 1996            |                        |

#### Diesel
| Fiat Croma 1986 - 1991 | Fiat Croma 1986 - 1991 | Fiat Croma 1986 - 1991 | Fiat Croma 1986 - 1991 | Fiat Croma 1986 - 1991 | Fiat Croma 1986 - 1991 | Fiat Croma 1986 - 1991 | Fiat Croma 1986 - 1991 | Fiat Croma 1986 - 1991 |
| Type                   | Motor                  | Motor                  | Vermogen               | Koppel                 | Jaartal                |                        |                        |                        |
| Type                   | Inhoud                 | Cilinders              | Vermogen               | Koppel                 | Jaartal                |                        |                        |                        |
| ---------------------- | ---------------------- | ---------------------- | ---------------------- | ---------------------- | ---------------------- | ---------------------- | ---------------------- | ---------------------- |
| Diesel                 | 2.499 cm³              | 4-in-lijn              | 75 pk                  | 162 Nm                 | 1986 - 1989            |                        |                        |                        |
| Turbo D.i.d.           | 1.929 cm³              | 4-in-lijn              | 90 pk                  | 186 Nm                 | 1989 - 1991            |                        |                        |                        |
| Turbo D                | 2.445 cm³              | 4-in-lijn              | 101 pk                 | 217 Nm                 | 1986 - 1989            |                        |                        |                        |
| Turbo D                | 2.499 cm³              | 4-in-lijn              | 116 pk                 | 245 Nm                 | 1989 - 1991            |                        |                        |                        |
| Fiat Croma 1991 - 1996 |                        |                        |                        |                        |                        |                        |                        |                        |
| 2.0 Turbo D.i.d.       | 1.929 cm³              | 4-in-lijn              | 94 pk                  | 200 Nm                 | 1991 - 1993            |                        |                        |                        |
| 2.0 Turbo D.i.d.       | 1.929 cm³              | 4-in-lijn              | 92 pk                  | 196 Nm                 | 1993 - 1996            |                        |                        |                        |
| 2.5 Turbo D            | 2.500 cm³              | 4-in-lijn              | 118 pk                 | 247 Nm                 | 1991 - 1993            |                        |                        |                        |

## Croma II
De nieuwe Fiat Croma ging in 2005 in productie. De nieuwe Croma was qua concept niet te vergelijken met zijn voorganger. Alleen de naam en de positionering (hogere middenklasse) waren ongewijzigd.
De auto was ten opzichte van het voorgaande model Croma behoorlijk zwaarder en logger, mede door de hoogte van het koetswerk. Voor de aandrijving koos Fiat GM-benzinemotoren en de eigen diesels. Door de nieuwe Croma te baseren op de Opel/Vauxhall Vectra C kon Fiat behoorlijk op de ontwikkelingskosten besparen. Velen denken dat de Croma gebaseerd is op de Opel Signum, waarschijnlijk door het sterk vergelijkbare concept. Dat is echter niet geheel juist, aangezien Opel de wielbasis van het Vectra-onderstel voor de Signum met 13 centimeter had verlengd tot 2,83 m. De Vectra en de Croma beschikken echter over een wielbasis van 2,70 m. Het Epsilon I platform waar de Fiat en de Opel op gebaseerd waren, werd ook gebruikt voor de tweede generatie Saab 9-3. Van dat model had de Croma een tussen de voorstoelen gemonteerd contactslot, een uniek Saab-kenmerk, geërfd.
In eerste instantie was Fiat van plan om ook een Lancia afgeleide van de Croma te ontwikkelen, als opvolger van de Lybra. Wegens een te beperkt budget werd dat model geschrapt. Wel kreeg de Fiat het dashboard dat eerst voor de Lancia gepland was.

### Motoren

#### Benzine
| Type           | Motor     | Motor     | Vermogen | Koppel | Jaartal     |
| Type           | Inhoud    | Cilinders | Vermogen | Koppel | Jaartal     |
| -------------- | --------- | --------- | -------- | ------ | ----------- |
| 1.8 Ecotec 16V | 1.796 cm³ | 4-in-lijn | 140 pk   | 175 Nm | 2006 - 2011 |
| 2.2 Ecotec 16V | 2.198 cm³ | 4-in-lijn | 147 pk   | 203 Nm | 2005 - 2011 |

#### Diesel
| Type           | Motor     | Motor     | Vermogen | Koppel | Jaartal     |
| Type           | Inhoud    | Cilinders | Vermogen | Koppel | Jaartal     |
| -------------- | --------- | --------- | -------- | ------ | ----------- |
| 1.9 JTD 8V     | 1.910 cm³ | 4-in-lijn | 120 pk   | 280 Nm | 2005 - 2011 |
| 1.9 JTD 16V**  | 1.910 cm³ | 4-in-lijn | 150 pk   | 320 Nm | 2005 - 2011 |
| 2.4 JTD 20V*** | 2.387 cm³ | 5-in-lijn | 200 pk   | 400 Nm | 2005 - 2011 |

Een automaat was verkrijgbaar op de 2.2 16v (5-traps) en de 1.9 JTD 16V (6-traps). Op de 2.4 JTD 20V was een zes traps automaat standaard.

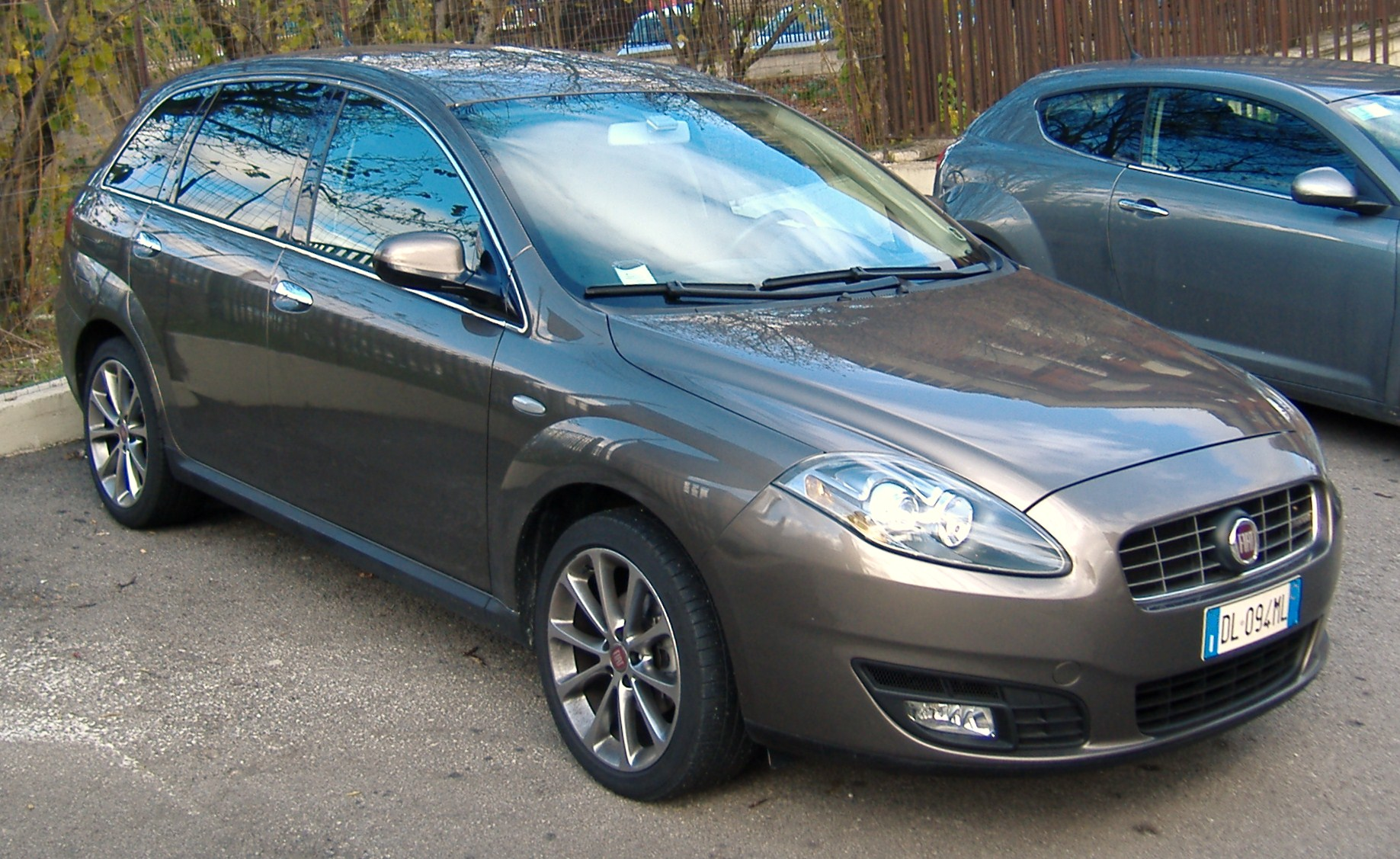
Fiat Croma facelift

In 2008 kwam Fiat met een facelift voor de Croma. Vooral de voorkant werd aangepakt en dat zorgde ervoor dat het model meer ging lijken op de in 2007 geïntroduceerde Fiat Bravo. Door gebruik te maken van de koplampen van de Bravo kon Fiat 15 miljoen euro besparen. Ook is de facelift te herkennen aan de chromen rand om de zijruiten. Ook werden de toerenteller en de snelheidsmeter van plaats verwisseld. Vóór de facelift zat de snelheidsmeter rechts en de toerenteller links, bij de facelift werd dat omgedraaid. De garantie verhoogde Fiat bij de facelift met drie jaren tot vijf jaar.
In 2011 werden de laatste nieuwe Croma's verkocht.